# 1971년
1971년은 금요일로 시작하는 평년이다.

## 사건
- 1월 - 클라우스 슈바프, 세계 경제 포럼의 전신 유럽경영포럼 창설
- 1월 23일 - 대한항공 F27기 납북 미수 사건이 발생했다.
- 1월 25일 - 이디 아민, 쿠테타로 우간다의 정권을 장악하다.
- 1월27일 .. 동교동 김대중 자택 폭발물사건
- 2월 11일 - 아관파천 75주년.
- 3월 25일 - 1971년 3월 25일 밤. 방글라데시의 독립을 저지하려는 파키스탄 군인의 총칼에 수도 다카 사람들이 죽어나갔다.
- 3월27일 .. 동두천 미7사단 보병 20,000명 철수
- 4월18일 .. 장충단 유세
- 4월 27일
  - 대한민국 제7대 대통령 선거가 시행되어, 박정희 후보가 당선되었다.
  - 일본 히로시마현 구레시에서 산불이 발생, 소방관 18명 사망.
- 5월25일 .. 8대 총선
- 8월 10일 - 경기도 광주시 철거민 단지서 5만여 명이 정부의 약속위반에 항의하며 대규모 소요 벌임.
- 8월 15일 - 바레인 독립
- 8월 19일 - 대한민국, 서울대학교 문리대 교수들, 대학자유화 요구 선언 발표.
- 8월 20일 - 남북적십자 대표, 분단후 판문점에서 회의.
- 8월 23일 - 실미도 사건: 실미도에서 훈련받던 특수부대원들이 서울로 진입하여 군경과 교전.
- 9월 3일 - 카타르, 영국으로부터 독립.
- 9월 8일 - 대한민국 정부, 국토종합개발계획 발표.
- 9월 13일 - 중국 중국 공산당 부주석 겸 국방부장 린뱌오(임표), 반마오쩌둥 쿠데타 음모가 발각돼 소련으로 탈출하다 몽골 상공에서 비행기 추락사고로 사망.
- 9월 18일 - 일본 지바현에서 남자 3명이 이리듐-192를 만지자 이상 증세가 발생했지만, 다행히 사망자는 없었다.
- 9월 20일 - 남북적십자사, 이산가족 찾기 예비회담 판문점서 첫 개최.
- 9월 21일 - 바레인, 부탄, 카타르, 유엔 가입.
- 9월 22일 - 대한민국과 조선민주주의인민공화국, 판문점에 남북직통전화 개설.
- 10월 6일 - 남북적십자 제3차 예비회담에서 본회담을 서울과 평양에서 교대 개최 합의.
- 10월 7일 - 오만, 유엔 가입.
- 10월 15일 - 유신체제: 서울특별시에 위수령이 발동되고, 10개 대학에 무장군인이 진주하다.
- 10월 21일 - 중화인민공화국, 유엔 내에서 중국 대표권이 인정되다.(기존의 중화민국은 권리 박탈 후 탈퇴함.)
- 10월 27일 - 콩고민주공화국이 국호를 자이르로 변경.
- 11월 15일 - 인텔사, 인텔 4004 출시.
- 11월 26일 - 동남아시아국가연합(ASEAN), 5개국 중립화안에 조인.
- 12월 9일 - 아랍에미리트, 유엔 가입.
- 12월 12일 - 고려대학교가 우석대학교를 인수하기로 하고 합병하여 고려대학교는 의과대학을 보유하게 되었다.
- 12월 25일 - 서울에서 대연각호텔 화재 사고가 발생하다.
- 김포국제공항의 국내선 청사가 준공되다.

## 문화
- 2월 - 미국 공군 기지로 사용되던 여의도 비행장이 전면 폐쇄되다.
- 2월 8일 - 미국 나스닥이 설립되었다.
- 4월 24일 - 대한민국 최초 지역 민영 방송 전일방송 개국.
- 6월 28일 - 천주교 제주지목구 설립.
- 7월 7일 - 공주 무령왕릉이 발굴되었다.
- 7월 26일 - 미국의 유인 달 우주선 아폴로 15호가 발사되었다.
- 10월 - 최초로 여의도에 지어진 건축물이자 국내 첫 민간인 고층아파트인 여의도 시범아파트에 입주가 시작되다.
- 12월 23일 - 미국 뉴욕의 제1 세계 무역 센터가 완공되었다.

## 탄생

### 1월
- 1월 1일
  - 대한민국의 영화감독 송일곤.
  - 대한민국의 아나운서 김찬호.
- 1월 2일
  - 대한민국의 전 야구 선수, 현 야구 코치 서용빈.
  - 대한민국의 희극인 염경환.
  - 일본의 배우 다케노우치 유타카.
  - 대한민국의 성우 임미진.
  - 대한민국의 성우 이상훈.
- 1월 4일 - 대한민국의 가수 겸 제작자 강대풍.
- 1월 5일
  - 대한민국의 소설가 겸 번역가 송경아.
  - 대한민국의 지방의원 김미화.
  - 대한민국의 전 축구 선수 김호철.
  - 크로아티아의 전 축구 선수 요슈코 옐리치치.
- 1월 6일
  - 대한민국의 정치인 김은혜.
  - 대한민국의 축구 선수 최문식.
- 1월 7일 - 미국의 배우 제러미 레너.
- 1월 8일
  - 대한민국의 지방의원, 정치인 허창원.
  - 스위스의 축구 선수 파스칼 추베르뷜러.
  - 미국의 야구 선수 제이슨 지암비.
- 1월 10일
  - 대한민국의 배우 김희원.
  - 대한민국의 뮤지컬 배우 류정한.
- 1월 11일
  - 미국의 가수 메리 J. 블라이즈.
  - 대한민국의 정치인 김동성.
- 1월 13일
  - 대한민국의 배우 강성진.
- 1월 15일
  - 대한민국의 아나운서 황정민.
  - 대한민국의 법조인 심우정.
  - 미국의 배우 리자이나 킹.
- 1월 17일
  - 미국의 배우 데니즈 리처즈.
  - 대한민국의 작가 김성호. (~2001년)
  - 프랑스의 배우 실비 테스튀.
  - 대한민국의 정치인 이두아.
- 1월 18일
  - 스페인의 전 축구 선수, 현 축구 감독 주제프 과르디올라.
  - 케냐의 작가 비냐방가 와이나이나. (~2019년)
  - 대한민국의 정치인 박성훈.
  - 대한민국의 배우 정요숙.
- 1월 19일 - 대한민국의 배우 허정규.
- 1월 20일 - 대한민국의 배우 정웅인.
- 1월 22일 - 대한민국의 방송인, 희극인 지상렬.
- 1월 23일 - 미국의 가수 마크 넬슨.
- 1월 24일
  - 미국의 로봇공학자 데니스 홍.
  - 미국의 영화 제작자, 배우, 모델 켄냐 무어.
- 1월 25일 - 대한민국의 희극인, 배우 김진수.
- 1월 27일 - 미국의 래퍼, 프로듀서 릴 존.
- 1월 28일 - 대한민국의 기업인 정진아.
- 1월 30일
  - 대한민국의 배우 이서진.
  - 대한민국의 야구 선수 김홍집.
- 1월 31일 - 대한민국의 배우 이영애.

### 2월
- 2월 1일 - 미국의 배우, 성우 힌든 월치.
- 2월 2일
  - 대한민국의 배우 황석정.
  - 대한민국의 아나운서 황수경.
- 2월 3일
  - 대한민국의 가수 현진영.
  - 대한민국의 배우 홍석천.
  - 대한민국의 움악가 윤병주. (로다운 30)
- 2월 4일 - 미국의 각본가, 프로듀서 에드워드 킷시스.
- 2월 5일 - 미국의 레슬링 선수 데니스 홀.
- 2월 6일
  - 대한민국의 가수 도원경.
  - 대한민국의 가수, 강사 김수현.
- 2월 7일
  - 대한민국의 성우 유동균.
  - 대한민국의 배우, 정치인 오신환.
- 2월 8일
  - 대한민국의 배우 임승대.
  - 대한민국의 배우 정선경.
  - 대한민국의 성우 원호섭.
  - 대한민국의 가수, 뮤지컬 배우 김재희.
  - 대한민국의 배우 김나윤.
- 2월 10일
  - 미국의 프로레슬링 선수 리사 마리 배런.
  - 대한민국의 요리사 에드워드 권.
  - 대한민국의 배우 오지영.
- 2월 11일
  - 대한민국의 배우 겸 방송인 박소현.
  - 영국의 배우 데이미언 루이스.
  - 인도네시아의 배드민턴 선수 수시 수산티.
- 2월 12일 - 대한민국의 희극인 나도야.
- 2월 14일
  - 일본의 가수, 희극인 사카이 노리코.
  - 미국의 프로레슬링 선수 넬슨 프레지어 주니어. (~2014년)
  - 대한민국의 노동자 문송면.
- 2월 15일 - 대한민국의 사회운동가, 정치인 천준호.
- 2월 16일 - 대한민국의 작사가 채정은.
- 2월 17일
  - 대한민국의 방송인, 아나운서 임경진.
  - 대한민국의 희극인, 방송인 신동엽.
  - 대한민국의 정치인 박종우.
  - 대한민국의 배우 강명주.
  - 대한민국의 디시인사이드 운영자 김유식.
- 2월 19일
  - 대한민국의 배우 이형철.
  - 미국의 작가 제프 키니.
  - 대한민국의 정치인 정호준.
- 2월 20일
  - 대한민국의 배우 김영웅.
  - 대한민국의 아나운서 이재홍.
  - 핀란드의 축구 선수 야리 리트마넨.
  - 대한민국의 배우 최정원.
  - 대한민국의 영화 감독 김성훈.
- 2월 22일
  - 일본의 성우 코자쿠라 에츠코.
  - 필리핀의 배우 레아 살롱가.
  - 중국계 한국인 경제학자, 교수 안유화.
- 2월 23일
  - 대한민국의 배우 정찬.
  - 대한민국의 가수 그린 페이스.
- 2월 24일
  - 대한민국의 영화배우 장진.
  - 대한민국의 영화배우 최동훈.
  - 대한민국의 가수 및 음악 프로듀서, 보컬 트레이너 박선주.
  - 미국의 작가 길리언 플린.
- 2월 25일
  - 캐나다의 가수 대니얼 파우터.
  - 미국의 배우 숀 애스틴.
  - 대한민국의 축구 선수 송경섭.
- 2월 26일
  - 미국의 가수 에리카 바두.
  - 대한민국의 만화가 유시진.
  - 미국의 영화감독 숀 베이커.
- 2월 27일 - 미국의 배우, 음악가, 가수, 무용가 로존다 토머스.
- 2월 28일 - 대한민국의 야구 선수 김종석.

### 3월
- 3월 1일
  - 대한민국의 배우 마동석.
  - 대한민국의 성우 최재호.
- 3월 2일
  - 대한민국의 배우 고현정.
  - 체코의 아이스하키 선수 로만 체흐마네크. (~2023년)
- 3월 3일
  - 대한민국의 정치인 강민국.
  - 대한민국의 의사 김주엽.
- 3월 4일
  - 대한민국의 기자, 정치인 박정훈.
  - 대한민국의 소설가 윤진. (~2001년)
- 3월 5일
  - 대한민국의 배우 김영선.
  - 대한민국의 경북 울릉군의회의원 최경환.
  - 미국의 성우, 배우 유리 로언솔.
- 3월 6일
  - 대한민국의 배우 이원희.
  - 미국의 프로레슬링 선수 숀 몰리.
- 3월 7일
  - 미국의 배우 피터 사스가드.
  - 영국의 영화 감독 매튜 본.
- 3월 8일 - 대한민국의 기업인 최인영.
- 3월 9일
  - 대한민국의 야구 코치 성영재.
  - 대한민국의 희극인 김성규.
- 3월 10일
  - 대한민국의 전 야구 선수, 현 야구 코치 이숭용.
  - 미국의 배우 존 햄.
- 3월 11일 - 미국의 배우 조니 녹스빌.
- 3월 12일 - 대한민국의 배우 김수현.
- 3월 13일 - 미국의 배우 애나베스 기시.
- 3월 14일 - 일본의 성우 카세 야스유키.
- 3월 15일 - 일본의 전 축구 선수 다카하시 노리오.
- 3월 16일
  - 대한민국의 배우 박용우.
  - 미국의 배우, 성우 앨런 튜딕.
  - 일본의 배우 키무라 타에.
- 3월 17일 - 대한민국의 전 야구 선수, 현 야구 코치 조웅천.
- 3월 18일
  - 대한민국의 방송인 정준하.
  - 대한민국의 전직 광주광역시 서구의원 김태진.
  - 폴란드의 전 축구 선수, 축구 감독 예지 브젱체크.
- 3월 20일
  - 대한민국의 배우 남문철. (~2021년)
  - 일본의 성우 오타 신이치로.
- 3월 21일 - 대한민국의 전 야구 선수 이상훈.
- 3월 22일 - 대한민국의 전 야구 선수 한태균.
- 3월 23일
  - 캐나다의 모델 야스민 가우리.
  - 미국의 모델, 배우 캐런 맥두걸.
- 3월 24일
  - 대한민국의 만화가 심승현.
  - 대한민국의 영화 감독 이영은.
- 3월 25일 - 미국의 농구 선수 셰릴 스우프스.
- 3월 26일
  - 대한민국의 전 축구 선수, 현 축구 코치 최진철.
  - 일본의 만화가 안노 모요코.
  - 미국의 영화 감독 프랜시스 로런스.
- 3월 27일
  - 대한민국의 배우 김현.
  - 대한민국의 전 가수 보리.
- 3월 28일 - 대한민국의 트로트 가수 김혜연.
- 3월 29일
  - 일본의 배우 니시지마 히데토시.
  - 대한민국의 전 야구 선수, 야구 감독 가내영.
  - 대한민국의 유도 선수 김미정.
- 3월 31일
  - 영국의 배우 이완 맥그리거.
  - 대한민국의 전 야구 선수, 현 야구 코치 최상덕.
  - 미국의 애니메이터, 감독, 프로듀서 크레이그 매크래컨.

### 4월
- 4월 1일
  - 대한민국의 배우 박성민.
  - 베트남의 공무원 레하이안. (~2019년)
- 4월 2일
  - 대한민국의 방송인 선우경.
  - 대한민국의 배우 주성환.
- 4월 3일 - 대한민국의 교육인, 정치인 정성국.
- 4월 5일 - 대한민국의 전 축구 선수 최은성.
- 4월 6일
  - 대한민국의 작곡가 히치하이커.
  - 스웨덴의 축구 심판 마르틴 한손.
- 4월 7일 - 프랑스의 배우 기욤 드빠르디유. (~2008년)
- 4월 8일 - 대한민국의 전 야구 선수, 현 야구 코치 조원우.
- 4월 9일 - 대한민국의 성우 최윤아.
- 4월 10일 - 대한민국의 작곡가 유영진.
- 4월 12일
  - 미국의 배우 섀넌 도허티. (~2024년)
  - 미국의 배우 니컬러스 브렌던.
- 4월 13일 - 대한민국의 정치인 김희정.
- 4월 14일 - 대한민국의 성우 김광국.
- 4월 15일
  - 대한민국의 양궁 선수 김수녕.
  - 대한민국의 배우 김태우.
  - 남아프리카 공화국의 육상 선수 조시아 투과니.
- 4월 16일 - 미국의 싱어송라이터 셀레나.
- 4월 17일
  - 대한민국의 정치인 박용진.
  - 대한민국의 전 야구 선수 고형욱.
- 4월 18일 - 영국의 배우 데이비드 테넌트
- 4월 19일 - 대한민국의 싱어송라이터 유희열. (Toy)
- 4월 20일
  - 대한민국의 배우 이상인.
  - 대한민국의 성우 이원준.
  - 대한민국의 국회의원, 정치인 전재수.
- 4월 21일 - 대한민국의 노동운동가. 노조위원장 이상직.
- 4월 23일 - 대한민국의 촬영감독 이종훈.
- 4월 25일
  - 대한민국의 전 야구 선수 이상목.
  - 대한민국의 배우 노현희.
- 4월 27일 - 폴란드의 배우 마우고자타 코주호프스카.
- 4월 28일 - 대한민국의 가수 민수아.
- 4월 30일 - 대한민국의 변호사 겸 대학 교수 양소영.

### 5월
- 5월 1일 - 대한민국의 배우 김선화.
- 5월 1일 ~ 5월 3일 임시공휴일 징검다리 연휴 (3일)
- 5월 2일
  - 대한민국의 가수, 작곡가 안정훈.
  - 일본의 게임개발자 다쿠미 슈.
  - 대한민국의 배우 박성근.
- 5월 3일
  - 대한민국의 희극인 서동균.
  - 대한민국의 래퍼 이하늘 (DJ DOC).
  - 대한민국의 축구 선수 김기동.
- 5월 4일
  - 러시아의 유도 선수 니콜라이 오제긴.
  - 중화인민공화국의 배우 위허웨이.
- 5월 5일
  - 대한민국의 기자 이정헌.
  - 대한민국의 배우 우봉식. (~2014년)
- 5월 6일 - 미국의 음악가 크리스 시프렛.
- 5월 7일 - 프랑스의 경제학자 토마 피케티.
- 5월 8일 - 대한민국의 정치인 손세익.
- 5월 9일 - 일본의 철학자, 비평가, 소설가 아즈마 히로키.
- 5월 10일
  - 대한민국의 배우 김남주.
  - 대한민국의 배우 이승기.
  - 일본의 성우 야나세 나츠미.
  - 조선민주의인민공화국 김정일의 장남, 김정남. (~2017년)
- 5월 11일
  - 대한민국의 트로트 가수 서지오.
  - 일본의 범죄자 가미사쿠 조.
- 5월 12일
  - 일본의 성우 나가사와 나오.
  - 미국의 배우 제이미 루너.
- 5월 14일
  - 미국의 영화 감독 소피아 코폴라.
  - 대한민국의 정치인 양이원영.
- 5월 15일 - 대한민국의 배우 이연선.
- 5월 17일 - 네덜란드의 왕비 네덜란드 왕비 막시마.
- 5월 18일
  - 미국의 전 축구 선수 브래드 프리델.
  - 대한민국의 배우 박노식.
  - 쿠바의 펜싱 선수 엘비스 그레고리.
- 5월 19일 - 대한민국의 야구 선수 장재중.
- 5월 20일 - 미국의 자동차경주 선수 토니 스튜어트.
- 5월 21일
  - 대한민국의 의사 최경희.
  - 대한민국의 화가 원태연.
- 5월 23일
  - 대한민국의 가수 겸 작곡가 도민호. (~2017년)
  - 대한민국의 뮤지컬 배우 정영주.
- 5월 24일 - 대한민국의 쇼호스트 이진아.
- 5월 25일
  - 일본의 소설가 이사카 고타로.
  - 대한민국의 야구 선수 유지현.
  - 대한민국의 작가 김순옥.
- 5월 26일 - 대한민국의 영화 감독 황동혁.
- 5월 27일
  - 영국의 배우 폴 베터니.
  - 미국의 래퍼, 싱어송라이터 레프트 아이.
- 5월 28일
  - 대한민국의 체조 선수, 해설가 여홍철.
  - 미국의 정치인 마코 루비오.
  - 프랑스의 배우, 작가 이자벨 카레.
- 5월 29일 - 대한민국의 축구 선수 김선태.
- 5월 30일
  - 대한민국의 배우 조연우.
  - 대한민국의 농구 선수 박승일. (~2024년)
  - 미국의 뮤지컬 배우 이디나 멘젤.
- 5월 31일 - 대한민국의 뮤지컬 배우 윤영석.

### 6월
- 6월 1일 - 대한민국의 전 야구 선수 이동채.
- 6월 2일
  - 대한민국의 가수, 밴드 김세헌. (이브)
  - 미국의 배우 앤서니 몽고메리.
- 6월 3일 - 이탈리아의 전 축구 선수, 축구감독 루이지 디 비아조.
- 6월 4일
  - 영국의 드럼 연주자 토니 맥캐롤.
  - 미국의 배우 노아 와일리.
- 6월 5일
  - 대한민국의 신학자, 대학교수 소윤정. (~2025년)
  - 미국의 가수 겸 배우 마크 월버그
- 6월 6일
  - 아르헨티나의 축구 선수 페르난도 레돈도.
  - 대한민국의 기자 박에스더.
- 6월 7일
  - 대한민국의 가수 김경호.
  - 대한민국의 전 축구 선수 이태훈.
- 6월 8일
  - 대한민국의 배우 박재훈.
  - 대한민국의 배우 최광일.
  - 러시아의 핸드볼 선수 레프 보로닌.
- 6월 9일 - 프랑스의 육상 선수 장 갈피온.
- 6월 10일 - 일본의 아나운서 토사카 준이치.
- 6월 11일
  - 대한민국의 성우 류점희.
  - 일본의 성우 츠다 켄지로.
- 6월 12일 - 미국의 프로레슬링 선수 마크 헨리.
- 6월 13일 - 미국의 성우, 배우 데이비드 멘덴홀.
- 6월 14일
  - 일본의 배우 겸 희극인 마에다 켄.
  - 일본의 야구 선수 마에다 도모노리.
- 6월 15일 - 대한민국의 농구코치 위성우.
- 6월 16일
  - 대한민국의 배우 진도희.
  - 미국의 힙합 가수 투팍 샤커. (~1996년)
- 6월 17일 - 멕시코의 가수, 배우 파울리나 루비오.
- 6월 19일 - 대한민국의 가수 신용.
- 6월 20일
  - 미국의 배우 조시 루커스.
  - 미국의 배우 조디 화이트.
- 6월 21일 - 폴란드의 배우 토마시 카롤라크.
- 6월 22일
  - 대한민국의 전 야구 선수, 현 야구 코치 강상수.
  - 대한민국의 축구 선수 김창원.
- 6월 23일 - 대한민국의 정치인 유의동.
- 6월 24일 - 대한민국의 배우 지진희.
- 6월 25일 - 대한민국의 학원인 이기상.
- 6월 26일 - 대한민국의 연극배우 김진.
- 6월 28일
  - 프랑스의 전 축구 선수 파비앵 바르테즈.
  - 미국의 배우 아일린 퀸
  - 일본의 성우 키무라 아키코.
  - 남아프리카 공화국 출신 미국의 기업가 일론 머스크.
- 6월 29일 - 일본의 성우 노다 준코.
- 6월 30일 - 대한민국의 변호사 겸 정치인 장진영.

### 7월
- 7월 1일 - 미국의 래퍼 미시 엘리엇.
- 7월 2일 - 잉글랜드의 배우 서맨사 자일스.
- 7월 3일
  - 오스트레일리아의 저널리스트 줄리언 어산지.
  - 대한민국의 영화 감독 김지훈.
  - 영국의 배우 베네딕트 웡.
- 7월 4일
  - 대한민국의 가수 윤익희.
  - 코코. (~2018년)
- 7월 5일
  - 대한민국의 정치인 오언석.
  - 대한민국의 야구 선수 손동일.
- 7월 6일
  - 대한민국의 희극인 남희석.
  - 일본의 가수, 뮤지컬 배우 사카모토 마사유키. (V6).
  - 대한민국의 배우 윤진호.
- 7월 7일 - 미국의 농구 선수 리사 레슬리.
- 7월 8일 - 미국의 배우 어맨다 피터슨. (~2015년)
- 7월 9일 - 한국계 미국인 당구 선수 자넷 리.
- 7월 10일
  - 대한민국의 기업인, 정치인 옥은호.
  - 대한민국의 배우 손지나.
  - 대한민국 남자 뮤지컬 배우 겸 대학 교수 썬 킴.
- 7월 11일
  - 대한민국의 배우 박혁권.
  - 일본의 라이트 노벨 작가 카토 쇼지.
- 7월 12일
  - 미국의 피겨 스케이팅 선수 크리스티 야마구치.
  - 미국의 희극인, 사회자, 배우 로니 러브.
- 7월 13일 - 대한민국의 의원 이미영.
- 7월 14일
  - 잉글랜드의 축구 심판 하워드 웹.
  - 미국의 프로레슬링 선수 마크 로모나코.
- 7월 15일
  - 대한민국의 전 야구 선수 곽병찬.
  - 대한민국의 인권운동가 출신 정치인 배복주.
- 7월 16일 - 대한민국의 방송인 겸 배우 김정난.
- 7월 17일 - 캐나다의 저널리스트, 작가 코리 닥터로.
- 7월 18일
  - 대한민국의 전 농구 선수 정은순.
  - 미국의 영화 감독 조셉 루소.
- 7월 19일
  - 대한민국의 축구 선수 한정국.
  - 우크라이나의 권투 선수 비탈리 클리치코.
- 7월 20일
  - 대한민국의 변호사, 정치인 현근택.
  - 캐나다의 배우 샌드라 오.
- 7월 21일
  - 프랑스의 배우, 가수 샤를로트 갱스부르.
  - 중화인민공화국의 방송인 궈즈젠.
- 7월 22일
  - 대한민국의 가수 김연우.
  - 대한민국의 축구 선수 김태완.
- 7월 23일 - 중국의 아나운서 랑융춘.
- 7월 24일
  - 이탈리아의 전 축구 선수 디노 바조.
  - 대한민국의 희극인 황승환.
  - 일본의 가수 사카모토 마사유키.
  - 미국의 영화 감독 패티 젱킨스.
- 7월 25일
  - 대한민국의 배우 양정아.
  - 대한민국의 전 래퍼 김석민.
  - 대한민국의 배우 김승수.
  - 대한민국의 금융인, 정치인 제윤경.
  - 대한민국의 방송 작가 강은경.
- 7월 26일 - 대한민국의 영화 감독 이광일.
- 7월 27일 - 대한민국의 전라남도의회 의원 정옥임.
- 7월 28일 - 이라크의 이슬람 국가 아부 바크르 알바그다디. (~2019년)
- 7월 29일 - 대한민국의 변호사 겸 정치인 손금주.
- 7월 30일
  - 대한민국의 배우 김광식.
  - 대한민국의 배우 한희정.
- 7월 31일
  - 대한민국의 성우 홍소영.
  - 대한민국의 드러머 신석철.
  - 대한민국의 배우 김미라.

### 8월
- 8월 2일 - 대한민국의 축구 선수 조진호. (~2017년)
- 8월 3일
  - 대한민국의 배우 윤기원.
  - 일본의 만화가 아베 요시토시.
- 8월 4일 - 일본의 배우 단 레이.
- 8월 5일
  - 대한민국의 전 야구 선수 최재영.
  - 이탈리아의 펜싱 선수 라우라 키에사.
- 8월 6일 - 대한민국의 배우 서혜린.
- 8월 7일 - 일본의 성우 우에다 요지.
- 8월 8일 - 대한민국의 정치인 최영일.
- 8월 9일 - 미국의 모델 및 배우 니키 지링.
- 8월 10일
  - 아일랜드의 전 축구 선수, 현 축구 감독 로이 킨.
  - 이탈리아의 영화 감독 루카 구아다니노.
  - 대한민국의 전 야구 선수 김성.
  - 미국의 종합격투기 선수 케빈 랜들먼.
- 8월 12일 - 대한민국의 배우 류승수.
- 8월 13일
  - 대한민국의 법조인 이종훈.
  - 대한민국의 정치인. 강원도 동해시의원 박주현.
- 8월 14일 - 핀란드의 배우, 작가, 영화 감독 페테르 프란센.
- 8월 15일
  - 대한민국의 배우 김애란.
  - 대한민국의 변호사 장승수.
  - 덴마크의 가수 쾰리 카이.
- 8월 16일 - 대한민국의 배우 장혁진.
- 8월 17일
  - 대한민국의 심리 학자, 대학 교수 김영훈.
  - 미국의 배우 잭 블랙.
- 8월 18일 - 에이펙스 트윈.
- 8월 19일 - 대한민국의 전 야구 선수, 현 야구 코치 김태균.
- 8월 20일 - 미국의 배우 키 호이 콴.
- 8월 21일
  - 일본의 성우 하기와라 마사토.
  - 대한민국의 전 배우 민경조.
  - 일본의 정치인 호소노 고시.
- 8월 22일 - 영국의 배우 리처드 아미티지.
- 8월 23일
  - 대한민국의 배우 조희봉.
  - 이탈리아의 축구 선수 데메트리오 알베르티니.
- 8월 26일 - 일본의 전 축구 선수 사카모토 다케히사.
- 8월 27일 - 대한민국의 농구 선수, 농구코치, 지도자 문경은.
- 8월 28일
  - 대한민국의 배우 이지은 (~2021년)
  - 미국의 수영 선수 재닛 에번스.
- 8월 29일
  - 대한민국의 면역학자, 교수, 작가 신의철.
  - 미국의 배우, 공연 예술가 캔디스 케인.
- 8월 31일 - 미국의 배우, 희극인 크리스 터커.

### 9월
- 9월 1일
  - 대한민국의 배우 이한갈.
  - 터키의 전 축구 선수 하칸 쉬퀴르.
  - 미국의 성우 겸 각본가 데이브 위튼버그.
- 9월 2일 - 대한민국의 기업인 조규남.
- 9월 3일
  - 미국의 배우, 영화 프로듀서 드레나 드니로.
  - 독일의 가수 피터 폭스.
  - 우루과이의 전 축구 선수 파올로 몬테로.
- 9월 4일 - 대한민국의 영화 감독 이계벽.
- 9월 5일
  - 대한민국의 배우, 국악인, 방송인 오정해.
  - 미국의 드러머 윌 헌트.
  - 대한민국의 배우 전지학.
- 9월 6일
  - 대한민국의 영화 감독 강윤성.
  - 일본의 전 태권도 선수 오카모토 요리코.
  - 아일랜드의 싱어송라이터 돌로레스 오리오던. (~2018년)
- 9월 8일
  - 영국의 배우 마틴 프리먼.
  - 불가리아의 권투 선수 다니엘 페트로프.
- 9월 9일
  - 미국의 작가, 프로듀서 맷 셀먼.
  - 미국의 배우 헨리 토머스.
  - 스페인의 전 축구 선수 미켈 라사.
- 9월 10일
  - 일본의 성우 겸 가수 사쿠라이 토모.
  - 대한민국의 축구 선수 최용수.
- 9월 11일
  - 대한민국의 전 야구 선수, 현 야구 코치 최동수.
  - 영국의 가수 겸 작곡가 리처드 애시크로프트.
- 9월 13일 - 대한민국의 성우 조영미.
- 9월 14일
  - 대한민국의 배우 이정우.
  - 브라질의 음악가 앙드레 마토스. (~2019년)
  - 대한민국의 전 야구 선수 문귀석.
- 9월 16일
  - 미국의 희극인, 배우 에이미 폴러.
  - 대한민국의 성우 한신정.
- 9월 17일 - 독일의 자전거 경기 선수, 해설가 옌스 포이크트.
- 9월 18일
  - 대한민국의 배우 진수현.
  - 미국의 배우 제이다 핑킷 스미스.
- 9월 19일
  - 대한민국의 가수 임성은.
  - 미국의 배우 겸 성우 사나 레이선.
- 9월 20일 - 스웨덴의 전 축구 선수 헨리크 라르손.
- 9월 21일
  - 미국의 배우 루크 윌슨.
  - 대한민국의 음악가, 영화배우 권병준.
- 9월 22일 - 대한민국의 배우 김영인.
- 9월 23일 - 대한민국의 배우 이미연.
- 9월 27일
  - 대한민국의 PD 김상호.
  - 대한민국의 배우 왕희지.
  - 타이완의 정치인 우쭝셴.
- 9월 29일 - 미국의 영화 음악, 작곡가 시어도어 셔파이로.
- 9월 30일
  - 대한민국의 뮤지컬 배우 김채안.
  - 미국의 배우 제나 엘프먼.

### 10월
- 10월 1일
  - 대한민국의 배우 송일국.
  - 대한민국의 아나운서 이상희.
- 10월 3일
  - 대한민국의 배우 김애란.
  - 미국의 가수 케빈 리처드슨.
- 10월 4일 - 네덜란드의 영화 촬영기사 호이터 판호이테마.
- 10월 5일
  - 대한민국의 정치인 문석균.
  - 독일의 축구 감독 사샤 레반도프스키.
- 10월 6일 - 일본의 성우 카와다 신지.
- 10월 8일 - 일본의 전 야구 선수 고쿠보 히로키.
- 10월 9일 - 대한민국의 아나운서 이규봉.
- 10월 11일
  - 대한민국의 아나운서 염용석.
  - 대한민국의 작사가 조은희.
  - 대한민국의 공무원 한정우.
- 10월 12일 - 대한민국의 야구 선수 박종철.
- 10월 13일
  - 대한민국의 가수 이창용. (~2009년)
  - 영국의 배우, 희극인 사샤 배런 코언.
- 10월 14일 - 프랑스의 배우 알렉산드라 라미.
- 10월 15일
  - 크로아티아의 전 축구 선수, 현 축구 감독 니코 코바치.
  - 슬로베니아의 전 축구 선수 즐라트코 자호비치.
  - 잉글랜드의 전 축구 선수 앤디 콜.
- 10월 16일 - 대한민국의 가수, 배우 보라나.
- 10월 17일 - 영국의 배우 앤디 휫필드. (~2011년)
- 10월 18일 - 대한민국의 축구 선수 유상철. (~2021년)
- 10월 20일
  - 미국의 가수 스눕 독.
  - 일본의 성우 토치카 코이치.
- 10월 21일 - 대한민국의 가수 김바다.
- 10월 22일 - 미국의 영화 감독, 시나리오 작가 제니퍼 리.
- 10월 23일
  - 미국인 래퍼 지누 (지누션).
  - 대한민국의 전 야구 선수, 야구 코치 류택현.
  - 대한민국의 국악인, 방송인 오정해.
- 10월 24일 - 대한민국의 스포츠 캐스터 박찬.
- 10월 25일 - 일본의 성우 이와사키 마사미.
- 10월 26일
  - 대한민국의 모델 이석준.
  - 미국의 배우 로즈메리 디윗.
- 10월 27일
  - 대한민국의 배우 오연수.
  - 대한민국의 야구 선수 김도완.
  - 그리스의 전 축구 선수 테오도로스 자고라키스.
- 10월 29일 - 미국의 배우 위노나 라이더.
- 10월 30일
  - 대한민국의 전 야구 선수, 현 야구 코치 전형도.
  - 대한민국의 전 야구 선수, 현 야구 코치 김한수.
  - 대한민국의 배우 안재욱.

### 11월
- 11월 2일 - 대한민국의 전 축구 선수, 현 축구 코치 강철.
- 11월 3일
  - 트리니다드토바고의 전 축구 선수 드와이트 요크.
  - 스페인의 축구 선수 우나이 에메리.
- 11월 4일
  - 대한민국 록 밴드 장기하와 얼굴들의 기타리스트 하세가와 요헤이.
  - 미국의 가수 그레고리 포터.
- 11월 5일
  - 영국의 기타 연주자, 음악가 조니 그린우드 (라디오헤드).
  - 대한민국의 배우 김영민.
- 11월 6일 - 대한민국의 배우 신승용.
- 11월 7일
  - 대한민국의 유도 선수 이성훈.
  - 인도의 배우 리투파르나 셍굽타.
- 11월 8일 - 미국의 래퍼 테크 나인.
- 11월 10일
  - 미국의 배우 월턴 고긴스.
  - 이란의 배우 니키 카리미.
- 11월 12일 - 미국의 래퍼 페리.
- 11월 13일 - 미국의 배우 노아 해서웨이.
- 11월 14일 - 이탈리아의 배우 마르코 레오나르디.
- 11월 15일
  - 대한민국의 가수 김C (뜨거운 감자).
  - 대한민국의 전 야구 선수 최한림.
  - 대한민국의 제7·8·9대 경기도의원 정기열.
  - 미국의 전 야구 선수 라이언 잭슨.
- 11월 16일
  - 모로코의 축구 선수 무스타파 하지.
  - 대한민국의 기타리스트 김세황.
- 11월 17일 - 대한민국의 전직 프로게임단 감독 송호창.
- 11월 18일
  - 대한민국의 축구 선수 이임생.
  - 대한민국의 법조인, 정치인, 국회의원 곽상언.
- 11월 19일 - 대한민국의 전 야구 선수 홍우태.
- 11월 20일 - 미국의 배우 조엘 맥헤일.
- 11월 23일
  - 대한민국의 배우 박선아.
  - 미국의 래퍼 빅 펀. (~2000년)
- 11월 24일
  - 대한민국의 배우 권오중.
  - 대한민국의 기자 이언주.
- 11월 25일 - 미국의 배우 크리스티나 애플게이트.
- 11월 26일 - 일본의 전 축구 선수 나라하시 아키라.
- 11월 27일
  - 대한민국의 전 축구 선수 및 지도자 강준호.
  - 미국의 배우 커크 아서베이도.
- 11월 29일 - 대한민국의 정치인 전종덕.
- 11월 30일 - 대한민국의 기자 조종옥. (~2007년)

### 12월
- 12월 1일
  - 대한민국의 야구 선수 권준헌.
  - 영국의 배우 에밀리 모티머.
- 12월 2일
  - 이탈리아의 축구 선수 프란체스코 톨도.
  - 일본의 만화가 요시자키 미네.
  - 대한민국의 아나운서 김태희.
- 12월 3일 - 캐나다의 배우 키건 코너 트레이시.
- 12월 5일 - 잉글랜드의 배우, 작가 돌리 웰스.
- 12월 6일 - 미국 인디애나주 코코모의 십대 청소년 라이언 화이트. (~1990년)
- 12월 7일
  - 대한민국의 배우 류태준.
  - 미국의 배우 마이클 C. 홀.
- 12월 8일 - 대한민국의 아나운서 김은성.
- 12월 9일 - 잉글랜드의 영화 프로듀서 에마 토머스.
- 12월 10일 - 대한민국의 기초의원 박상우. (~2023년)
- 12월 11일
  - 대한민국의 핸드볼 선수 임오경.
  - 대한민국의 성우 이장원.
- 12월 13일 - 대한민국의 가수, 프로듀서 박진영.
- 12월 14일 - 미국의 만화가 존 캐서데이. (~2024년)
- 12월 15일
  - 대한민국의 배우 박귀순.
  - 대한민국의 미스코리아, 방송인 이영현.
  - 이탈리아의 배우 밀레나 미코니.
- 12월 16일 - 대한민국의 래퍼 MC 메타.
- 12월 17일 - 프랑스의 농구 선수 앙투안 리고도.
- 12월 18일
  - 대한민국의 성우 정훈석.
  - 스페인의 전 테니스 선수 아란차 산체스 비카리오.
- 12월 22일
  - 대한민국의 배우, 가수 이혜영.
  - 대한민국의 배우 이상훈.
- 12월 23일
  - 캐나다의 배우 코리 헤임.
  - 일본의 가수 야마자키 마사요시.
- 12월 24일 - 푸에르토리코의 가수, 배우 리키 마틴.
- 12월 25일
  - 영국의 가수 다이도.
  - 캐나다의 정치인, 총리 쥐스탱 트뤼도.
  - 대한민국의 배우 신범식.
- 12월 26일 - 미국의 배우, 음악가 자레드 레토.
- 12월 27일
  - 대한민국의 가수, 배우, 작사가, 기업가 윤현숙.
  - 대한민국의 희극인, 배우 최승경.
- 12월 28일 - 스페인의 전 축구 선수 세르히 바르후안.
- 12월 29일 - 대한민국의 성우 엄상현.
- 12월 30일 - 미국의 배우, 희극인 C. S. 리.
- 12월 31일
  - 대한민국의 희극인 허동환.
  - 쿠바의 펜싱 선수 롤란도 투케르.

### 미상
- 대한민국의 영화배우 김민승. (~2018년)
- 대한민국의 기자 김성우.
- 대한민국의 영화감독 김성수.
- 대한민국의 배우 김성수.
- 대한민국의 공무원 김정훈.
- 대한민국의 시인 박성우.
- 대한민국의 작가 은유.
- 대한민국의 음악가 이선규.
- 대한민국의 법조인 이창수.
- 대한민국의 가수 겸 작곡가 이현정.
- 대한민국의 수필가 장수영.
- 미국의 배우 니키 미쇼.
- 대한민국의 영화 감독 김성중.
- 대한민국의 안무가 이경수.
- 대한민국의 제우스 대표, 기업인 이종우.
- 대한민국의 야구 선수 조성현.
- 대한민국의 배우 겸 영화 제작자 정재헌.

## 사망

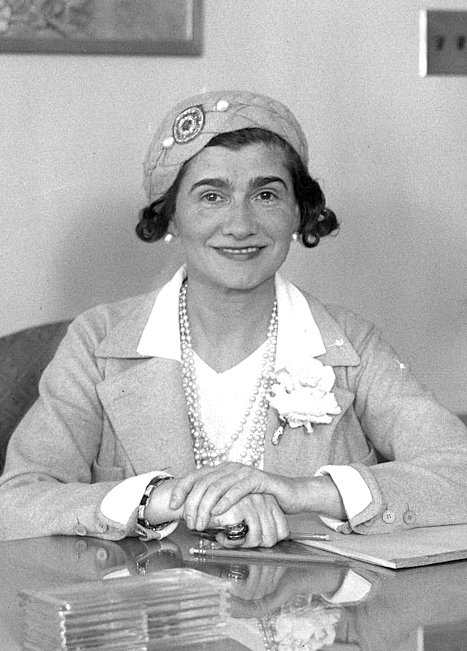
코코 샤넬

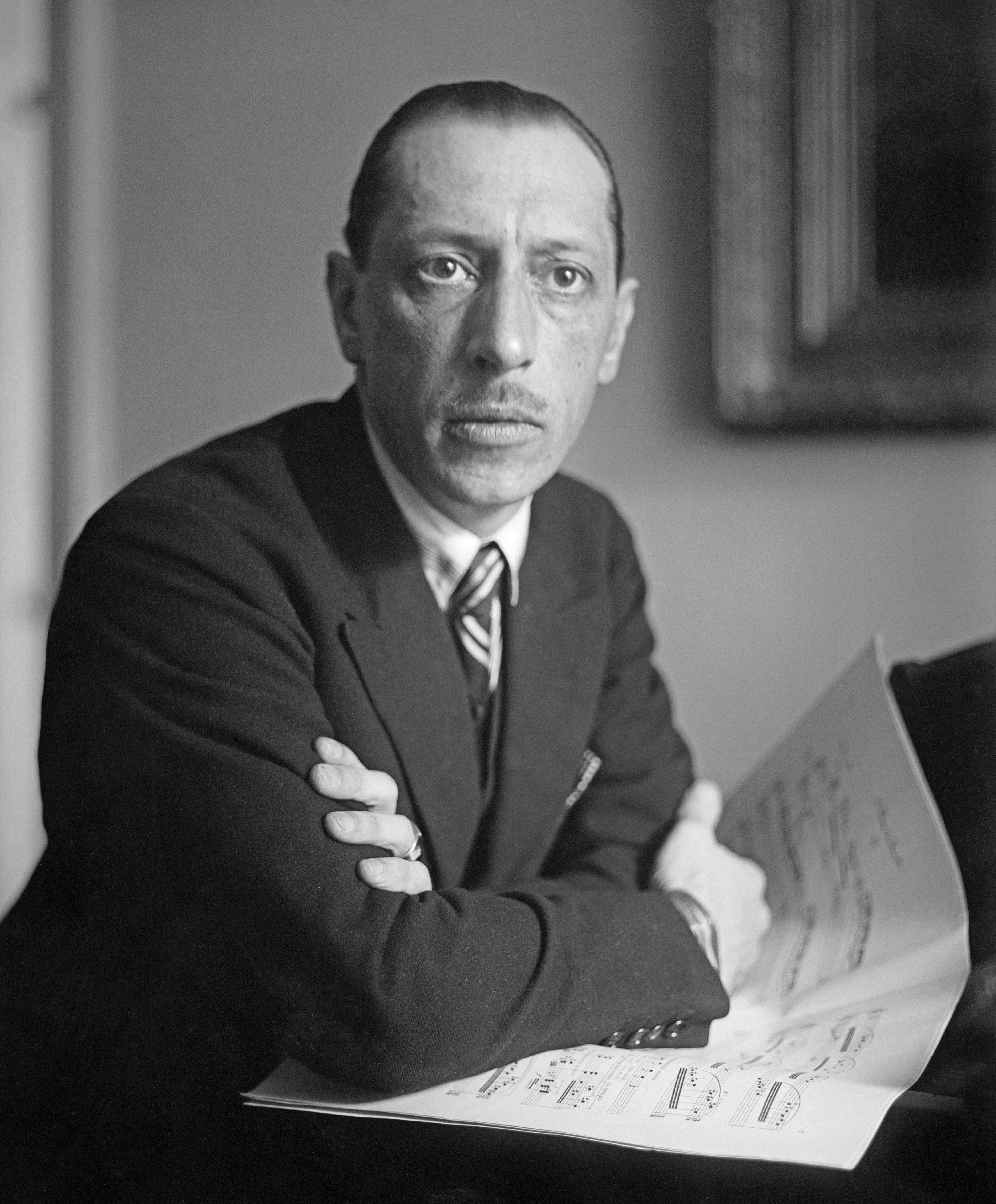
이고르 스트라빈스키

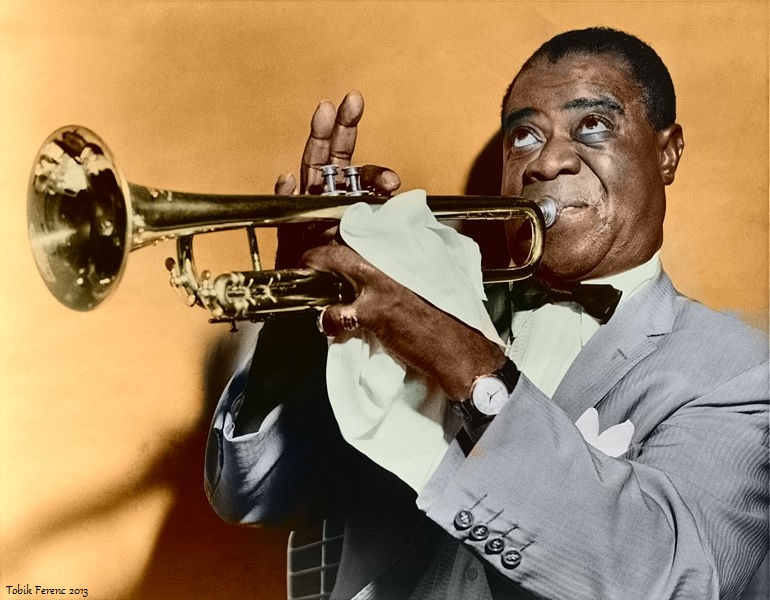
루이 암스트롱

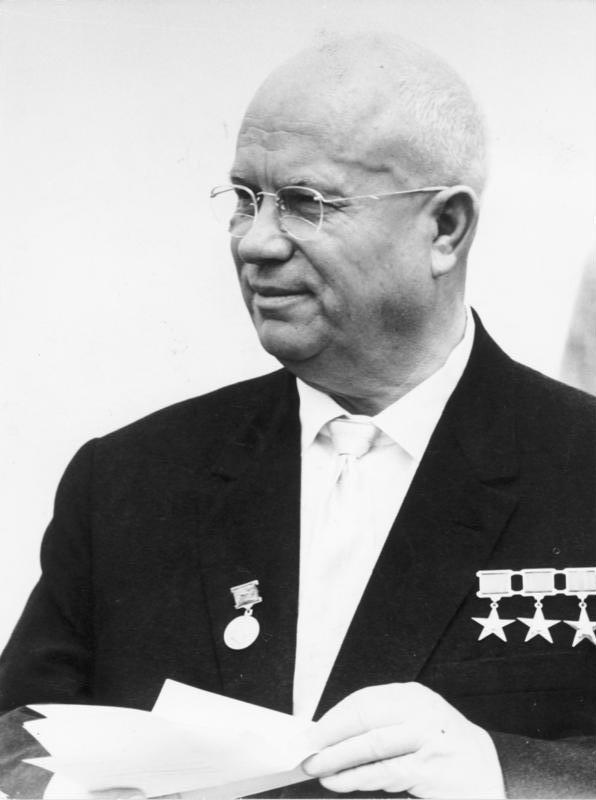
니키타 흐루쇼프

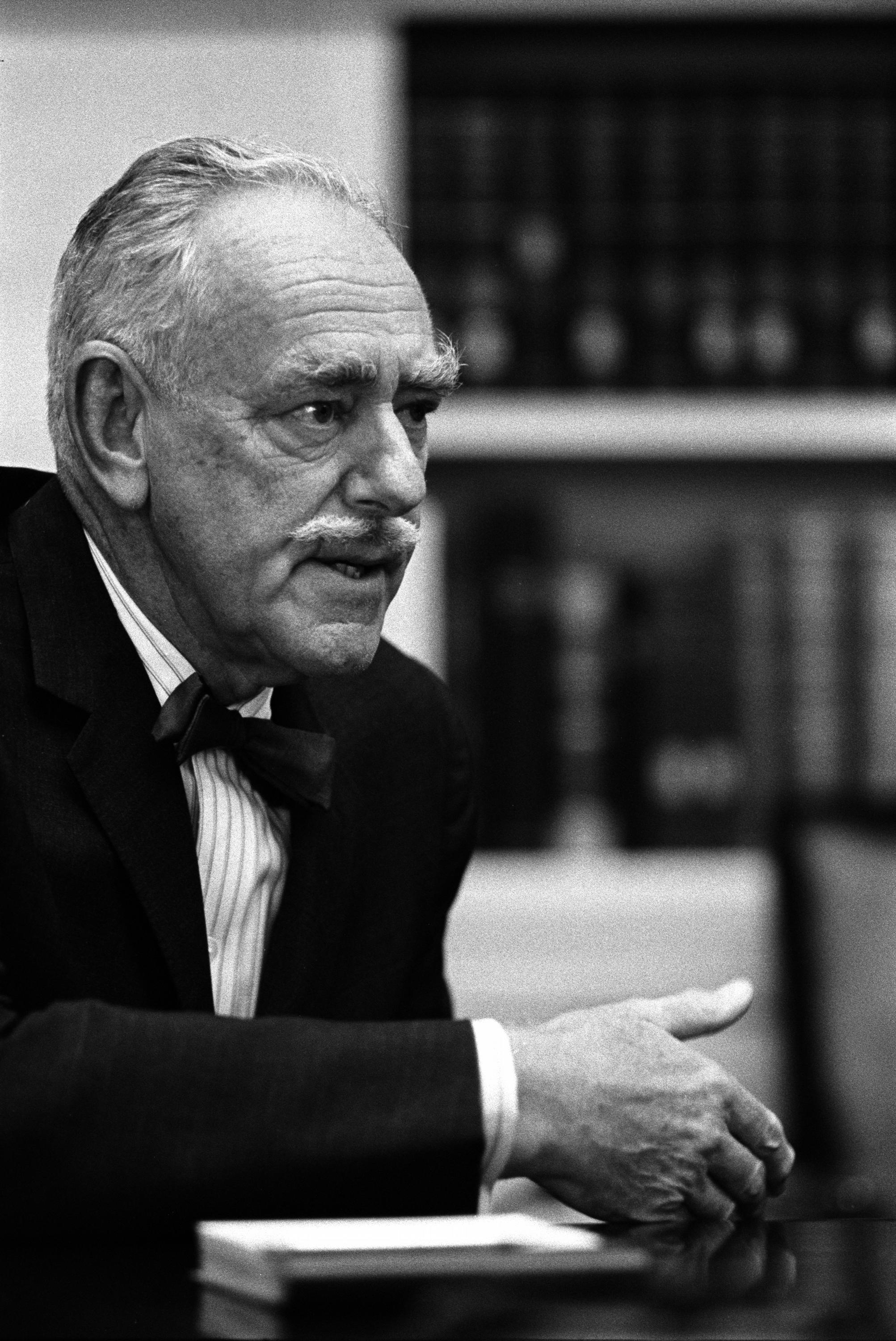
딘 애치슨

게르하르트 폰 라트

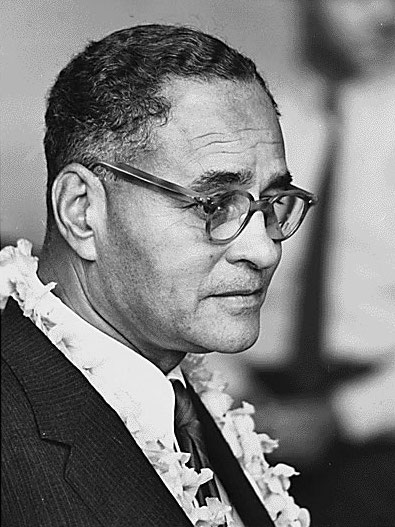
랠프 번치

- 1월 10일 - 프랑스의 패션 디자이너, 사업가 코코 샤넬. (1883년~)
- 1월 26일 - 제2차 세계 대전에 참전 관련 활약한 독일의 군인 헤르만 호트. (1885년~)
- 3월 11일 - 대한민국의 유한양행 설립자 유일한. (1895년~)
- 4월 6일 - 러시아의 작곡가 이고르 스트라빈스키. (1882년~)
- 4월 29일 - 중국의 지질학자 리쓰광. (1899년~)
- 5월 13일 - 이탈리아의 축구 선수 주세페 밀라노. (1887년~)
- 5월 19일 - 대한민국의 가수 이현희. (1939년~)
- 6월 1일 - 미국의 신학자 라인홀드 니버. (1892년~)
- 6월 15일 - 미국의 화학자 웬들 메러디스 스탠리. (1904년~)
- 6월 18일 - 스위스의 화학자 파울 카러. (1889년~)
- 6월 25일
  - 프랑스의 작가 및 극작가 샤를 빌드라크. (1882년~)
  - 영국 스코틀랜드의 교사, 의사, 생물학자, 정치인 존 보이드 오어. (1880년~)
- 7월 6일 - 미국의 재즈 음악가 루이 암스트롱. (1901년~)
- 7월 7일 - 미국의 애니메이터 어브 아이웍스. (1901년~)
- 7월 24일 - 조선민주주의인민공화국의 배우 심영. (1910년~)
- 7월 26일 - 미국의 사진 작가 다이안 아버스. (1923년~)
- 8월 24일 - 대한민국의 독립운동가, 여성운동가 황애덕. (1892년~)
- 8월 30일 - 대한민국의 비전향 장기수 권오석. (1921년~)
- 9월 11일 - 구 소련의 정치인 니키타 흐루쇼프. (1894년~)
- 9월 13일 - 중화인민공화국의 군인, 혁명가, 정치인 린뱌오. (1907년~)
- 10월 12일 - 미국의 정치가 딘 애치슨.  (1893년~)
- 10월 17일 - 독일의 언론인, 정치인 빌리 아이흘러. (1896년~)
- 10월 19일 - 미국의 배우 베티 브론슨. (1906년~)
- 10월 25일 - 러시아의 과학자 미하일 얀겔. (1911년~)
- 10월 31일 - 독일의 성직자 게르하르트 폰 라트. (1901년~)
- 11월 7일 - 대한민국의 가수 배호. (1942년~)
- 12월 9일 - 미국의 정치학자, 외교관 랠프 번치. (1903년~)
- 12월 20일
  - 미국의 기업인 로이 O. 디즈니. (1893년~)
  - 일본의 축구 선수 스즈키 시게요시. (1902년~)
- 12월 31일 - 일제강점기의 독립운동가, 언론인 김준연. (1895년~)

## 노벨상
- 경제학상: 시몬 쿠즈네츠
- 문학상: 파블로 네루다
- 물리학상: 데니스 가보르
- 생리학 및 의학상: 얼 서덜랜드 2세
- 평화상: 빌리 브란트
- 화학상: 게르하르트 헤르츠베르크

## 달력
| 1월 |    |    |    |    |    |    |
| 일  | 월 | 화 | 수 | 목 | 금 | 토 |
|     |    |    |    |    | 1  | 2  |
| 3   | 4  | 5  | 6  | 7  | 8  | 9  |
| 10  | 11 | 12 | 13 | 14 | 15 | 16 |
| 17  | 18 | 19 | 20 | 21 | 22 | 23 |
| 24  | 25 | 26 | 27 | 28 | 29 | 30 |
| 31  |    |    |    |    |    |    |

| 2월 |    |    |    |    |    |    |
| 일  | 월 | 화 | 수 | 목 | 금 | 토 |
|     | 1  | 2  | 3  | 4  | 5  | 6  |
| 7   | 8  | 9  | 10 | 11 | 12 | 13 |
| 14  | 15 | 16 | 17 | 18 | 19 | 20 |
| 21  | 22 | 23 | 24 | 25 | 26 | 27 |
| 28  |    |    |    |    |    |    |

| 3월 |    |    |    |    |    |    |
| 일  | 월 | 화 | 수 | 목 | 금 | 토 |
|     | 1  | 2  | 3  | 4  | 5  | 6  |
| 7   | 8  | 9  | 10 | 11 | 12 | 13 |
| 14  | 15 | 16 | 17 | 18 | 19 | 20 |
| 21  | 22 | 23 | 24 | 25 | 26 | 27 |
| 28  | 29 | 30 | 31 |    |    |    |

| 4월 |    |    |    |    |    |    |
| 일  | 월 | 화 | 수 | 목 | 금 | 토 |
|     |    |    |    | 1  | 2  | 3  |
| 4   | 5  | 6  | 7  | 8  | 9  | 10 |
| 11  | 12 | 13 | 14 | 15 | 16 | 17 |
| 18  | 19 | 20 | 21 | 22 | 23 | 24 |
| 25  | 26 | 27 | 28 | 29 | 30 |    |

| 5월 |    |    |    |    |    |    |
| 일  | 월 | 화 | 수 | 목 | 금 | 토 |
|     |    |    |    |    |    | 1  |
| 2   | 3  | 4  | 5  | 6  | 7  | 8  |
| 9   | 10 | 11 | 12 | 13 | 14 | 15 |
| 16  | 17 | 18 | 19 | 20 | 21 | 22 |
| 23  | 24 | 25 | 26 | 27 | 28 | 29 |
| 30  | 31 |    |    |    |    |    |

| 6월 |    |    |    |    |    |    |
| 일  | 월 | 화 | 수 | 목 | 금 | 토 |
|     |    | 1  | 2  | 3  | 4  | 5  |
| 6   | 7  | 8  | 9  | 10 | 11 | 12 |
| 13  | 14 | 15 | 16 | 17 | 18 | 19 |
| 20  | 21 | 22 | 23 | 24 | 25 | 26 |
| 27  | 28 | 29 | 30 |    |    |    |

| 7월 |    |    |    |    |    |    |
| 일  | 월 | 화 | 수 | 목 | 금 | 토 |
|     |    |    |    | 1  | 2  | 3  |
| 4   | 5  | 6  | 7  | 8  | 9  | 10 |
| 11  | 12 | 13 | 14 | 15 | 16 | 17 |
| 18  | 19 | 20 | 21 | 22 | 23 | 24 |
| 25  | 26 | 27 | 28 | 29 | 30 | 31 |

| 8월 |    |    |    |    |    |    |
| 일  | 월 | 화 | 수 | 목 | 금 | 토 |
| 1   | 2  | 3  | 4  | 5  | 6  | 7  |
| 8   | 9  | 10 | 11 | 12 | 13 | 14 |
| 15  | 16 | 17 | 18 | 19 | 20 | 21 |
| 22  | 23 | 24 | 25 | 26 | 27 | 28 |
| 29  | 30 | 31 |    |    |    |    |

| 9월 |    |    |    |    |    |    |
| 일  | 월 | 화 | 수 | 목 | 금 | 토 |
|     |    |    | 1  | 2  | 3  | 4  |
| 5   | 6  | 7  | 8  | 9  | 10 | 11 |
| 12  | 13 | 14 | 15 | 16 | 17 | 18 |
| 19  | 20 | 21 | 22 | 23 | 24 | 25 |
| 26  | 27 | 28 | 29 | 30 |    |    |

| 10월 |    |    |    |    |    |    |
| 일   | 월 | 화 | 수 | 목 | 금 | 토 |
|      |    |    |    |    | 1  | 2  |
| 3    | 4  | 5  | 6  | 7  | 8  | 9  |
| 10   | 11 | 12 | 13 | 14 | 15 | 16 |
| 17   | 18 | 19 | 20 | 21 | 22 | 23 |
| 24   | 25 | 26 | 27 | 28 | 29 | 30 |
| 31   |    |    |    |    |    |    |

| 11월 |    |    |    |    |    |    |
| 일   | 월 | 화 | 수 | 목 | 금 | 토 |
|      | 1  | 2  | 3  | 4  | 5  | 6  |
| 7    | 8  | 9  | 10 | 11 | 12 | 13 |
| 14   | 15 | 16 | 17 | 18 | 19 | 20 |
| 21   | 22 | 23 | 24 | 25 | 26 | 27 |
| 28   | 29 | 30 |    |    |    |    |

| 12월 |    |    |    |    |    |    |
| 일   | 월 | 화 | 수 | 목 | 금 | 토 |
|      |    |    | 1  | 2  | 3  | 4  |
| 5    | 6  | 7  | 8  | 9  | 10 | 11 |
| 12   | 13 | 14 | 15 | 16 | 17 | 18 |
| 19   | 20 | 21 | 22 | 23 | 24 | 25 |
| 26   | 27 | 28 | 29 | 30 | 31 |    |

### 음양력 대조 일람
| 음력월 | 월건 | 대소 | 음력 1일의 양력 월일 | 음력 1일 간지 |
| ------ | ---- | ---- | -------------------- | ------------- |
| 1월    | 경인 | 소   | 1월 27일             | 임자          |
| 2월    | 신묘 | 대   | 2월 25일             | 신사          |
| 3월    | 임진 | 소   | 3월 27일             | 신해          |
| 4월    | 계사 | 소   | 4월 25일             | 경진          |
| 5월    | 갑오 | 대   | 5월 24일             | 기유          |
| 윤5월  |      | 소   | 6월 23일             | 기묘          |
| 6월    | 을미 | 대   | 7월 22일             | 무신          |
| 7월    | 병신 | 소   | 8월 21일             | 무인          |
| 8월    | 정유 | 대   | 9월 19일             | 정미          |
| 9월    | 무술 | 대   | 10월 19일            | 정축          |
| 10월   | 기해 | 대   | 11월 18일            | 정미          |
| 11월   | 경자 | 소   | 12월 18일            | 정축          |
| 12월   | 신축 | 대   | 1972년 1월 16일      | 병오          |